# بيركهولدرية نازعة للنترات
بيركهولدرية نازعة للنترات (الاسم العلمي: Burkholderia denitrificans) هي نوع من البكتيريا، سلبية الغرام، تتبع جنس البيركهولدرية.